# Cipriano Rivas Cherif
Cipriano Rivas Cherif (Madrid, 1891-México, 1967) fue un director de escena, escenógrafo, dramaturgo, poeta, periodista, traductor y crítico español.

## Biografía
Cipriano de Rivas Cherif es considerado, junto a Adrián Gual, uno de los directores de escena pioneros de la España de comienzos del siglo XX. Concentró sus esfuerzos en renovar la escena española de su época, dominada por la comedia burguesa de salón que producían dramaturgos como Pedro Muñoz Seca o Jacinto Benavente. Colaboró con las compañías de importantes actores de la época, como Enrique Borrás o Margarita Xirgu. Con esta última estrenó en 1934 Yerma, de Federico García Lorca, en el Teatro Español de Madrid.
Hizo sus estudios en las Universidades de Valladolid y Madrid hasta licenciarse en Derecho y después estudió con una beca en el de España en Bolonia, doctorándose en aquella Facultad. En Bolonia residió entre 1911 y 1914. Durante su estancia tuvo la oportunidad de familiarizarse con la ópera y la comedia italiana. En Bolonia también descubrió las ideas del director de escena inglés Edward Gordon Craig, a quien nunca llegó a conocer, si bien leyó los textos que publicaba en la revista de teatro The Mask.
Fue director de propaganda (comunicación) durante la temporada de 1924-1925 de la compañía italiana de Vittorio Podrecca, Teatro dei Piccoli, que visitó Madrid. Fue una compañía de títeres y teatro de Vanguardia, en la que Rivas Cherif observó un reflejo de los postulados de Gordon Craig.
Después del éxito obtenido por la compañía italiana, en 1925 trabajó de director de propaganda para la compañía dramática de Mimi Aguglia pero también como asesor literario. Su arriesgada puesta en escena de La cabeza del Bautista de Valle-Inclán recibió críticas muy buenas, entre ellas la de Adrián Gual.
Era cuñado del político Manuel Azaña, casado con su hermana Dolores Rivas Cherif. Durante la guerra civil ocupó el consulado en Ginebra, donde fue víctima del episodio de los cuadernos robados. Parte de los diarios privados que le habían sido confiados por el presidente de la república, Azaña, fueron robados y entregados al bando franquista, desde donde se usaron como propaganda contra políticos de la Segunda República.
Tras la guerra acompañó a su cuñado en el exilio. Fue detenido por la Gestapo cuando este cuerpo represivo intentó detener a Azaña a instancias del embajador del gobierno de Franco en Francia José Félix de Lequerica; fue trasladado a España y un tribunal franquista lo condenó a muerte por "adhesión a la rebelión", pena que fue conmutada por treinta años de prisión. Rivas Cherif recorrió tres penales y doce cárceles hasta ir a parar a la colonia penitenciaria del Dueso, más conocida como "La isla del diablo", en septiembre de 1942. Salió en libertad en 1947, para exiliarse a México a las pocas semanas.
Se casó con Carmen Ibáñez Gallardo, hija de Carmen Gallardo Martín-Gamero, en 1929 (el mismo año que su hermana con Azaña) y tuvieron por hijos a  Ramón, Enrique, Carlos y Susana de Rivas Ibáñez.

## Teatro
Cipriano Rivas Cherif estuvo en Italia entre 1911 y 1914 acudiendo a clases en el Colegio de San Clemente de los Españoles de Bolonia (Real Colegio de España). Aquí fue donde se introdujo en el mundo operístico Italiano. Se suponía que estaba realizando su Tesis Doctoral sobre El Quijote y el Derecho ya se licenció en Derecho en 1910. En esta estancia en Bolonia es donde tuvo conocimiento de la escuela de Florencia de Edward Gordon Craig, de la revista The Mask y del libro On the Art on Theater. Estas lecturas procuraron en Rivas Cherif ideas que después llevaría al teatro, como la utilización de la luz en escena, la importancia de la voz, el director de escena, el concepto de teatro total o la supermarioneta y el espacio arquitectónico del escenario.
En octubre de 1919 viaja a París, donde residirá hasta abril de 1920. Allí asiste a los espectáculos de Jacques Copeau, Lugne-Poe, Serguéi Diáguilev, Doyen, Georges Pitoëff, Firmin Gémier, etc.
La primera pieza que dirigió fue Fedra de Miguel de Unamuno en 1917 en el Ateneo de Madrid.

### Teatro de la Escuela Nueva (1920-1921)
Esta escuela fue fundada por Manuel Núñez de Arenas en 1911, con la intención de culturalizar de forma rigurosa y consciente. Rivas Cherif era socio de la Nueva Escuela. Con motivo de un congreso general de la Unión General de Trabajadores (UGT), el 30 de junio de 1920, preparó una adaptación de la obra teatral de Henrik Ibsen, Un enemigo del pueblo. Recibió muchos elogios pero él sabía que aquel "ensayo" no era perfecto, había escogido actores noveles y alumnos. Sin embargo en aquel ensayo estaba la idea de crear un grupo de teatro nuevo y dar un giro de 180° a las formas del teatro de su tiempo. Por un lado había visto un público nuevo y por otro lado tenía gente joven con ganas de trabajar. Él buscaba un teatro próximo al que se estaba desarrollando en la Unión Soviética. De modo que configuró un repertorio con el nuevo grupo de actores y pintores. Rivas Cherif quería llamarlo Teatro de los Amigos de Valle-Inclán, quien también estaba interesado en un principio en colaborar pero se marchó a Galicia y el teatro mantuvo su nombre Teatro de la Escuela Nueva. Para Rivas Cherif el teatro de Ramón María del Valle-Inclán representaba un teatro serio y de calidad.
El 15 de marzo de 1921, llevaron a escena en el Ateneo de Madrid, Consejos de Hamlet a los cómicos. Se trata de la escena octava del acto tercero de la obra de William Shakespeare, Hamlet; también Jinetes hacia el mar de John Millington Synge y La guarda cuidadosa de Cervantes. Fueron también representadas en el Hotel Ritz en cuatro ocasiones y se programaron cuatro sesiones más con diferentes obras. El 17 de junio de 1921 se iba a representar La voz de la vida de Hjalmar Bergman en el Teatro Español pero la venta de localidades no fue demasiado bien y el propio Rivas Cherif llamó a la Dirección General de Seguridad denunciando a la compañía. No queda muy claro si fue por eso o no, pero la función fue censurada. El Teatro de la Escuela Nueva hizo su última actuación en el Ateneo de Madrid como respuesta a esta censura.

### El Mirlo Blanco (1926-1927)
El Mirlo Blanco era un pequeño teatro que se fundó en la casa familiar de Ricardo Baroja y Carmen Monné en Madrid y en el que dirigió obras que no eran aceptadas en las salas comerciales. En este pequeño teatro se reunieron gentes de letras, músicos y pintores. Se trabajaba con un nuevo concepto de espectáculo, con una renovada visión de la escenografía y la iluminación. Eran escenarios "sin apenas fondo, sin puertas laterales y con un único acceso a escena por la embocadura". Las obras que se interpretaron fueron: Adiós a la bohemia, Arlequín, mancebo de botica y Los pretendientes de Colombina todas ellas de Pío Baroja; El café chino de Eduardo Villaseñor; Los cuernos de don Friolera y Ligazón de Valle-Inclán; Diálogo con el dolor de Isabel Oyarzábal de Palencia; Eva y Adán de Edgar Neville; El gato de la mère Michel de Carmen Baroja; El maleficio, Marinos vascos y El torneo de Ricardo Baroja, Miserias comunes de O. Henry, El Viajero de Claudio de la Torre y Trance del propio Cipriano Rivas Cheriff.

### El Cántaro Roto (1926)
La compañía teatral El Cántaro Roto surgió del traslado de El Mirlo Blanco al espacio inaugurado el 8 de noviembre de 1926 en el nuevo edificio del Círculo de Bellas Artes de Madrid. Aquí Rivas Cherif sí contó con la colaboración de Valle-Inclán, quien asumió la dirección del proyecto. Duró sólo dos representaciones por las discrepancias con la junta directiva del Círculo de Bellas Artes, que no quería que una obra se representara más de dos veces. Rivas Cherif, al no continuar El Cántaro Roto, volvió a llevar a cabo dos representaciones más en El Mirlo Blanco en el mes de marzo de 1927. Las obras que se llegaron a representar con El Cántaro Roto fueron La comedia nueva o El Café de Leandro Fernández de Moratín, y reestrenaron Ligazón y Arlequín, mancebo de botica.

### El Caracol (1928-1929)
Después de una crisis personal y una enfermedad, en el otoño de 1928 comenzó la andadura del tercer teatro experimental de Rivas Cherif, en un sótano propiedad de un industrial. La sala fue bautizada con el nombre de Rex y la compañía, El Caracol. También será breve la existencia de este teatro privado pero Rivas Cherif llevó a cabo un teatro cuyos montajes y propuestas ponían de manifiesto el contexto político de la dictadura de Primo de Rivera. Atrajo a intelectuales, pero también fue el punto de mira de la censura.
Se representaron obras cortas y una sola vez, se combinaron comedias, obras seriadas, recitales de poesía, charlas y conciertos. Rivas Cherif quiso programar obras no comerciales, de autores noveles y teatro extranjero ya que quería educar el gusto del público. En éstas se puede ver la influencia de Jacques Copeau, de Gordon Craig, y de Adrià Gual y su Teatre Intim.
Fue un laboratorio del teatro con recursos económicos y técnicos mínimos donde los decorados eran austeros pero en los que daba una gran importancia a la iluminación en la escenografía y mostraba un profundo respeto por los textos. Hasta que fue clausurada la sala Rex en febrero de 1929 por no cumplir el luto nacional por la muerte de María Cristina, la madre del rey Alfonso XIII, se interpretaron: La arañita en el espejo, Doctor Death de 3 a 5 y Lo invisible de Azorín; Asclepigenia de Juan Valera; Despedida a Rubén, homenaje al poeta nicaragüense Rubén Darío; El Oso de Antón Chéjov; Dúo de Paulino Masip, Orfeo de Jean Cocteau, que comenzó con un recital de poesía moderna a cargo de Rivas Cherif, y en la que los decorados eran de Salvador Bartolozzi; Si creerás tú que es por mi gusto de Jacinto Benavente, y una obra del propio Rivas Cherif, Un sueño de la Razón en la que se trata un triángulo amoroso y la atracción entre dos mujeres y que aborda con una gran delicadeza. Y fueron censuradas: Amor de don Perlimplín con Belisa en su jardín de Federico García Lorca y Las nueve y media, o por qué don Fabián cambia constantemente de cocinera de Enrique Suárez de Deza.

### De la compañía de Irene López de Heredia a la de Margarita Xirgu (1929-1930)
La compañía de Irene López Heredia nació en diciembre de 1927, pero hasta 1929 no contrataron a Cipriano Rivas Cherif como asesor literario. Era la primera vez que asumía la dirección de una compañía profesional. Estuvieron de gira por varias provincias españolas y después cruzaron el Atlántico debutando en Buenos Aires en mayo de 1929. Fueron a Montevideo y volvieron otra vez a Argentina para varias representaciones por algunas provincias que incluía Buenos Aires. Regresaron a Madrid en diciembre del mismo año. El viaje y los textos estrenados no fueron los esperados por Cipriano Rivas Cheriff.
Algunas de las obras que llevaron a escena en la gira latinoamericana fueron: Rosas de otoño de Jacinto Benavente, estreno que no fue del agrado de Rivas Cherif y que intentó arreglar saliendo a recitar Cantos a la Argentina de Rubén Darío, pero aun así no recibió buenas críticas, pues pensaban los críticos que no estaba a la altura del teatro que hacía Rivas Cherif. Lo mismo sucedió con Champagne señoritas de Enrique Suárez de Deza y El corazón manda de Francis Croisset; El caballero de Varona de Jacinto Grau; Un marido ideal y El fantasma de Canterville de Oscar Wilde; La mala ley y El rosal de las tres rosas de Manuel Linares Rivas; Lo cursi y El hombrecito de Jacinto Benavente; Cándida de Bernard Shaw; De la noche a la mañana de José López Rubio y Eduardo Ugarte; Lady Frederick de William Somerset Maugham; y una adaptación de Rivas Cherif de Pepita Jiménez de Juan Valera. En la última semana Irene López Heredia decidió estrenar El alfiler de Pedro Muñoz Seca.  Rivas Cherif comprendió que sus expectativas renovadoras no iban a tener lugar en la compañía de esta actriz.
Al regreso a Madrid, Rivas Cherif abandonó la compañía de Irene López Heredia para formar junto a Isabel Barron, una joven actriz de la compañía, una nueva: La Compañía Clásica de Arte Moderno. En ésta vino a suceder lo mismo que con la anterior, era más importante para las actrices el éxito económico que la calidad artística.
Hacia agosto de 1930 apareció en prensa de la noticia de la disolución del contrato de Cipriano Rivas Cherif con la Compañía Clásica de Arte Moderno y su contratación como director y asesor literario por la compañía de Margarita Xirgu, junto a quién gestionó el Teatro Español de Madrid en la temporada de 1930-1931, y que acabó prolongándose hasta 1935.

### Margarita Xirgu y El Teatro Español (1930-1935)
En la compañía de Margarita Xirgu no se tenía el esquema de primera actriz, primer actor, director, galán cómico, dama de carácter, etc. Ella era empresaria, directora y primera actriz, y Rivas Cherif era director o asesor literario o artístico, lo que hoy vendría a ser un director de escena. Por aquel entonces Adrià Gual o Gregorio Martínez Sierra desempeñaban ya estos papeles.
En las cinco temporadas en el Teatro Nacional realizaron, entre los dos, una profunda renovación del repertorio y unas muy buenas puestas en escena. Trabajaron como escenógrafos: Manuel Fontanals, Sigfrido Burmann o Salvador Bartolozzi. Se alternaron obras clásicas y modernas españolas y extranjeras (Lope de Vega, Tirso de Molina, Valle-Inclán, Federico García Lorca, Goethe, Georg Kaiser, entre otros).  Invitaron a la sección de Praga del Teatro de arte de Moscú en 1932 y organizaron diferentes actividades como conferencias, conciertos, recitales de poesía y música, o danza. También organizaron espectáculos al aire libre que obtuvieron una gran repercusión, similares a los que estaba realizando Max Reinhardt en Alemania.

#### El Teatro Experimental El Caracol
Cipriano Rivas Cherif en sus artículos en prensa no dejaba de reivindicar que había que renovar la escena española y que para que sucediera esto debería de crearse una escuela donde se diera una formación integral sobre teatro. De este pensamiento surgió en el propio Teatro Español, el Teatro Experimental del Español. Mientras se llevaba a cabo la temporada oficial de 1930-1931, Rivas Cherif montaba representaciones de carácter experimental. Este teatro experimental ofreció dos espectáculos El príncipe, la princesa y su destino, una fábula medieval inglesa traducida por el propio Rivas Cherif y La zapatera prodigiosa de Federico García Lorca, esta última tuvo tal éxito que fue incorporada al repertorio de la compañía.
Su siguiente y último estreno fue Un día de octubre de Georg Kaiser en el Teatro Muñoz Seca.

#### Teatro Pinocho
También en la temporada de 1930-1931, Rivas Cherif incorporó el Teatro Pinocho, un teatro de marionetas para público infantil, fundado por Salvador Bartolozzi y Magda Donato (Carmen Eva Nelken), hermana de Margarita Nelken. La experimentación de Rivas Cherif le llevó a intentar incorporar al repertorio del Teatro Español obras de guiñol escritas por Valle-Inclán, García Lorca o Rafael Alberti pero no lo logró finalmente.

#### Estudio de Arte Dramático del Teatro Español
En diciembre de 1932 fundó la Compañía Dramática de Arte Moderno con sede en el Teatro Cervantes con la que realizó tres únicos estrenos: una adaptación de Crimen y castigo de Fiódor Dostoievski por Ignacio Alberti y J. Chacon Ramírez, La frontera de Paulino Masip y El estupendo cornudo de Fernand Crommelynck.
Allí los jóvenes recibían formación de interpretación, escenografía y dirección de escena y podían formase como cantera para la compañía. Su primer estreno, en abril de 1933, lo harán con la obra Don Gaiferos o las busconas de Madrid de Quiñones de Benavente acompañados de El retablo de las maravillas de Cervantes llevado a escena por el grupo La Barraca de García Lorca y de la compañía de Margarita Xirgu que interpretó El gran teatro del mundo y el primer acto de El alcalde de Zalamea de Calderón de la Barca.  Ese mismo año, Cipriano Rivas Cherif es nombrado subdirector del Conservatorio de Música y Declamación lo cual le permite adscribir la escuela del Teatro Español al conservatorio. En la actuación de fin de curso, Rivas Cherif preparó un repaso a textos desde el siglo XVI al Romanticismo español y también incluyó escritores extranjeros. Fue un éxito y las críticas lo compararon con el Vieux-Colombier.
Hacia 1934, se le otorgó la concesión a Rivas Cherif por parte del Estado del Teatro María Guerrero para que fuera sede de su escuela. Dimitió como subdirector del Conservatorio y refundó la escuela convirtiéndola en cooperativa denominándose Teatro Escuela de Arte, más conocida como TEA.

#### Teatro Escuela de Arte (TEA)
Su logotipo era una antorcha y aparecía siempre anunciado con la abreviatura TEA. Las disciplinas que se impartían en las escuela eran: lectura, declamación e interpretación, gimnasia y esgrima, canto y baile, teoría de la dirección escénica y de la puesta en escena, talleres de decoración y vestuario. Los colaboradores de la TEA fueron Felipe Lluch Garín, Victorina Durán, Salvador Bartolozzi, Enrique Casal Chapí entre otros.
Durante dos años, 1934 y 1935, la TEA demostró la seriedad de los planteamientos de Rivas Cherif. Se hicieron colaboraciones con la compañía de Xirgu-Borrás y se fueron incorporando alumnos de la TEA al Teatro Español. El primer año prepararon seis espectáculos y en el segundo añadieron doce representaciones extraordinarias mensuales dedicadas a Lope de Vega, pero las obras en el Teatro María Guerrero y el retraso de las subvenciones hicieron menguar las actuaciones.
Desgraciadamente, el Ayuntamiento de Madrid no renovó a la compañía de Margarita Xirgu el contrato del Teatro Español por lo que Cipriano Rivas Cherif y Margarita Xirgu se vieron obligados a realizar la temporada de 1935-1936 primero en Barcelona y luego en La Habana y México. Quedaron al cargo de la TEA sus colaboradores: Felipe Lluch, José Franco, Victorina Durán, Enrique Casal, Amparo Reyes, etc.
El estallido de la guerra civil española paró para siempre la actividad de la TEA, pero la estructura académica que allí se desarrolló sirvió para otros teatros nacionales que vinieron después.

### El Teatro Escuela de El Dueso
Tras la caída de la República, Rivas Cherif era conocido como el cuñado de Manuel Azaña. Estuvo en campos de concentración en Francia, más tarde logró establecerse junto con su familia en la Alta Saboya suiza, en Collonges-sous-Salève, y después se trasladaron a Pyla-sur-Mer. Poco antes de la muerte de Manuel Azaña, Rivas Cherif era "detenido" por la Gestapo alemana por orden española. Fue condenado a muerte pero finalmente se le conmutó la pena máxima por treinta años de prisión. Rivas Cherif pasó por la Cárcel de Porlier en Madrid, por la de Puerto de Santa María en Cádiz, por la de Yeserías en Madrid, por Fuerte de San Cristóbal en Navarra, y finalmente por el penal de El Dueso, en el que estuvo entre 1942 y 1946.
En el Penal de El Dueso, Rivas Cherif al principio no quiso implicarse en ninguna actividad ya que se negaba a colaborar con el régimen franquista. Sin embargo su deseo de continuar aquello que había creado en la TEA durante la república o lo que Federico García Lorca había conseguido con La Barraca, le llevó finalmente a crear en el Penal de El Dueso el TEA de El Dueso. Contó con más de treinta presos que se repartían en diferentes talleres de oficios artísticos. Estos presos que se dedicaban al teatro estaban separados del resto de reclusos. El trabajo que se llevó a cabo por la TEA de El Dueso fue reconocido por el Patronato para la Redención de Penas por el Trabajo y gracias a esto comenzó la andadura de la Escuela de orientación profesional en las artes y oficios del Teatro Español con una formación que los capacitaba para ejercer profesionalmente las diversas profesiones dentro del teatro. Había clases de Técnica del actor, Historia del teatro español, Teoría y práctica de la literatura dramática además de clases prácticas y teóricas de escenografía y otros oficios de las artes escénicas.
El TEA de El Dueso puso en escena La guardia cuidadosa de Cervantes en la que no se tocó el texto original y se puso cuidado en el ritmo de los diálogos. La escenografía fue llevada a cabo con los mínimos recursos al igual que el vestuario, alcanzando rasgos de estética moderna. La técnica actoral se basaba en la importancia del gesto, tenía ese carácter experimental característico de Rivas Cherif. Finalmente las obras acabaron abriéndose al público.  En su repertorio encontramos Los baños de Argel de Cervantes, El alcalde de Zalamea, La vida es sueño y el auto sacramental El gran Teatro del Mundo de Calderón de la Barca, o Hamlet y El mercader de Venecia de William Shakespeare.Entre las obras modernas se representaron comedias de Carlos Arniches y Jacinto Benavente, y dramas de Francisco Martínez de la Rosa y Eugene O'Neill. Hubo lugar para la zarzuela como La Dolorosa de José Serrano y para el teatro de marionetas en el que se representó El retablo de Maese Pedro adaptado de El Quijote de Miguel de Cervantes.
Las obras que se representaron no podían ser fieles a los textos en muchos de los casos puesto que todos los actores eran hombres, tenían pocos medios técnicos y sobre todo porque tenían que cuidar que ideológicamente fueran en la línea de lo que la dictadura podía aceptar que fuera representado. Así representaron El divino impaciente de José María Pemán.
La compañía estuvo en activo durante cuatro años en los que llegaron a realizar cuarenta y cuatro representaciones. A medida que llegaban los indultos se iban restringiendo las actividades en la TEA de El Dueso, hasta que, a principios de 1945, cesó la actividad debido a que Cipriano Rivas Cherif fue acusado por temas políticos y encerrado en una celda de castigo durante un año, donde escribió sus memorias.
En 1946 y 1956, fueron publicados dos artículos sobre el Teatro Escuela de El Dueso en los periódicos El español y en la revista estadounidense, dirigida por Victoria Kent, Ibérica. Escribió ambos artículos cuando ya estaba en libertad.

### Teatro en el exilio
En 1947 se exilió a México donde volvió a su actividad en el teatro. Hacía mediados de 1948 ya tenía compañía teatral que ensayaba en una sala del hotel La posada del Sol en México. En esta compañía revivió la experiencia llevada a cabo en Madrid con el Teatro de la Escuela Nueva. Llegaron a representar una obra de Goldoni, Mirandolina la locandiera traducida por él y con decorados del catalán Esteban Marcos.
En 1949, dirigió en la Sociedad de Amigos del Teatro en México la representación El hombre que murió en la guerra de los hermanos Antonio Machado y Manuel Machado. En septiembre fue invitado por la Universidad de Puerto Rico a dirigir el Teatro Rodante Universitario, fundado por Leopoldo Lavandero en 1946.
Durante 1950- 1951, siguió con sus actividades en el ámbito universitario y formó en Puerto Rico una compañía con la que representó obras de Federico García Lorca como Yerma, o La casa de Bernarda Alba, de Jacinto Benavente La Malquerida, y de Benito Pérez Galdós, Marianela. En Puerto Rico también dirigió El alcalde de Zalamea de Lope de Vega. Eugenio Granell, pintor surrealista que entonces enseñaba arte en la Universidad, creó los decorados y el vestuario para esta obra. Estos diseños pueden verse en la Fundación Eugenio Granell en Santiago de Compostela.
En 1953, volvió a México marchándose al poco tiempo a Guatemala donde dirigió el Teatro de Arte de Guatemala. Aquí representó, entre otras, una adaptación suya de Pepita Jiménez de Juan Valera. A finales de 1953 volvió a México donde continua dirigiendo e impartiendo conferencias. En 1955 formó su última compañía y en 1957 se reencontró con Margarita Xirgu, con la que hará una temporada de teatro.
Entre 1958 y 1967, publicó artículos en el semanal El Redondel y en los diarios más importantes de México como el Novedades, el Excelsior y el Nacional.
Hacia 1961 publicará Retrato de un desconocido (Vida de Manuel de Azaña) escrita cuando estaba en el Penal de El Dueso. También continuó con su incansable ánimo de montar escuelas de teatro y creó el Aula mínima del Teatro Español de América. En 1964 impartió cursos de literatura española en la Universidad de las Américas.
Falleció en México en diciembre de 1967.

## Periodismo
Cipriano Rivas Cheriff, entre 1920 y 1923, al frustrarse la iniciativa experimental del Teatro de la Escuela Nueva, colaboró con artículos en diferentes revistas y periódicos. En 1920 escribió para La Libertad y para el semanario La Internacional. Fue codirector de La Pluma entre junio de 1920 y junio de 1923, y entre enero de 1923 y marzo de 1924 fue secretario de redacción de España. A partir de marzo de 1924, estuvo en el Heraldo de Madrid hasta 1927. Entre 1928 y 1930 estuvo colaborando con el ABC y con la llegada de la República, entre 1931 y 1933 colaboró con El Sol.
En sus artículos destacaban temas como los Ballets Rusos, el Théâtre du Vieux-Colombier, Adrià Gual, o Valle-Inclán. También trataba las relaciones entre el teatro y el cine, y sobre todo ponía énfasis en la crisis de la escena y la necesidad de la creación de un verdadero Teatro Dramático Nacional.

## Obra
- Un sueño de la razón (1929)
- El teatro del siglo Ensayo. Premio Nacional de Literatura de 1931. Manuscrito desaparecido
- Pipo, Pipa, Pinocho yPulgarcito en la isla misteriosa. Comedia de guiñol en colaboración con Salvador Bartolozzi. Estrenada en 1931.
- Apuntes de orientación profesional en las artes y oficios del teatro español. El Dueso, 1945. Publicado por la Editorial valenciana Pre-Textos, 2013
- El Teatro-Escuela de El Dueso. Apuntes para una historia. Santander, 1945. Editado por Juan Aguilera Sastre, publicado por Ediciones del Orto (Colección “Breviarios de Talía” 3/4), 2010.
- Vida y obras equivocadas de Jacinto Benavente. México, 1955
- Retrato de un desconocido: vida de Manuel Azaña. México: Oasis, 1961